# De syngende hunde
De syngende hunde er en dukkefilm instrueret af Erling Wolter efter eget manuskript.

## Handling
I et cirkus optræder en hundedressør og seks hund med numre fra C. Weismanns "Syngende hunde".